# Ночувала хмаринка золота...
«Ночувала хмаринка золота…» (рос. «Ночевала тучка золотая…») — радянський фільм-екранізація однойменної повісті Анатолія Приставкіна, випущений у 1989 році на Кіностудії ім. М. Горького режисером Суламбеком Маміловим.

## Сюжет
1944 рік. Вихованці дитячого будинку — брати Коля і Саша Кузьміни — їдуть на Північний Кавказ, живуть в колонії, разом з її вихованцями працюють на консервній фабриці, де крадуть джем. Обшук в колонії розкриває запаси накраденого.
Брати здружилися з вихователькою Регіною Петрівною (вона називає їх «Кузьмьониші»). За вихователькою доглядає фронтовик-інвалід Дем'ян.
В результаті нападу місцевої банди гине директор дитячого будинку. Саша і Коля ховаються разом з Дем'яном в кукурудзяному полі, але Дем'ян кидає їх і втікає. Саша гине, Коля ховає його тіло в товарному поїзді. Колю знаходить місцевий хлопчик Алхазур, якого Коля в маренні кличе Сашком. Двох їх знаходять і відвозять на розподільний пункт. Туди ж приїжджає і Регіна Петрівна, яка просить прощення за те, що кинула їх, піддавшись на вмовляння Дем'яна виїхати. Коля не прощає.

## У ролях
- Андрій Башкіров —  Коля Кузьмін
- Володимир Башкіров —  Саша Кузьмін
- Тамерлан Шатаєв —  Алхазур
- Наталія Мерц —  Регіна Петрівна, вихователька в колонії
- Віллор Кузнецов —  Петро Онисимович Мешков, директор колонії на прізвисько «Портфельчик»
- В'ячеслав Баранов —  Ілля, колишній кримінальник, провідник поїзда, сусід колоністів
- Іван Бортник —  Дем'ян Іванович, фронтовик-інвалід, колгоспник
- Ольга Семенова —  Віра, працівник консервного заводу
- Анатолій Іванов —  слідчий
- Микола Погодін —  Олексій Іванович, сліпий танкіст, гармоніст
- Костянтин Лабутін —  директор консервного заводу
- Валентина Титова —  Шмідт, директор дитячого будинку
- Микола Волков — машиніст

## Знімальна група
- Автор сценарію: Анатолій Приставкін
- Режисер-постановник: Суламбек Мамілов
- Оператор-постановник: Геннадій Карюк
- Художник-постановник: Володимир Постернак
- Композитор: Едісон Денисов